# Rodrigo Areias
Rodrigo Areias (1978) é um cineasta português.
Depois da escola de artes no Porto, fez um curso de especialização em realização em Nova Iorque. Foi músico e mantém-se ligado ao mundo musical, com vários videoclipes para, entre outros, Mão Morta, WrayGunn, e The Legendary Tigerman. Este fez ainda a música para a primeira longa-metragem Tebas`` (2007).
A sua curta-metragem Corrente ganhou vários prémios nacionais e internacionais. O filme seguinte foi um cinema western portugués, intitulado Estrada de Palha. Foi apresentado em turné cine-concerto, sendo as apresentações do filme acompanhadas por música tocada ao vivo por Rita Redshoes e The Legendary Tigerman.

## Filmografia
- 2003: Tempo Suspenso/Explosão Introspectiva CM
- 2003: Nicolinas
- 2007: D.Afonso Henriques (TV)
- 2007: Tebas LM
- 2008: Corrente CM
- 2012: Estrada de Palha LM